# Ultimátní komiksový komplet
Ultimátní komiksový komplet (tzv. UKK) je stodvacetidílná série komiksových knih, původně vydaných americkým nakladatelstvím Marvel. V České republice pravidelně vycházel každých 14 dní od 26. prosince 2012 do roku 2017. 
Za vydáním Ultimátního komiksového kompletu stoji italské nakladatelství Hachette Fascicoli, patřící pod mediální konglomerát Lagardère. V České republice jej distribuuje Mediaprint & Kapa. Prodejní cena prvního dílu byla 49 Kč a obsahoval kromě komiksu i plakát o rozměru A1. Cena druhého dílu byla 99 Kč, od třetího dílu 199 Kč, od 38. čísla 219 Kč a od 54. čísla se stanovilo na konečných 249 Kč. Vzhledem k dobrým ohlasům tu po 60 komiksových knihách začalo vycházet dalších 60 komiksů tohoto kompletu. O třetí řadě UKK v České republice se často mluví, zatím[kdy?] není jisté, že by mělo být vydáno dalších 60 knih tohoto kompletu.
V anglickém jazyce začala edice vycházet v prosinci 2011 pod názvem The Official Marvel Graphic Novel Collection. První kniha stála £ 2,99, druhá £ 6,99 a každé další díly £ 9,99. Vzhledem k velkému úspěchu v lednu 2013 začala vycházet edice dalších šedesáti knih pod názvem Marvel's Mightiest Heroes Graphic Novel Collection.
Edice začala vycházet v prosinci 2012 rovněž v Polsku pod názvem Wielka Kolekcja Komiksów Marvela s cenou 14,99 PLN za první, 29,99 PLN za druhý a 39,99 PLN za třetí a každý další díl. Její vydání v Polsku (stejně jako v České republice) předcházel testovací prodej prvních čtyř dílů série.

## Obsah knih
Všechny díly vycházejí v pevné vazbě, tzv. hardback či hardcover, a každý má na svém hřbetu číslo titulu, malý obrázek vztahující se k danému dílu a část panoramatického obrázku s Marvel hrdiny od umělce Gabriela Dell'Otta. Titulní strana knihy vždy obsahuje název titulu, velký obrázek vystihující daný díl a jména kreslíře a scenáristy. Na zadní straně knihy je krátký obsah daného dílu a seznam sešitových komiksů, z kterých je kniha složena.
Uvnitř každého titulu je přibližně 4–9 komiksových sešitů, které se snaží zachytit celý jeden uzavřený příběh, což není vždy možné, a některé příběhy tak vyjdou rozdělené na dvě části. Dále se uvnitř nachází krátký úvod od ředitele vydavatelství Ultimátního komiksového kompletu, shrnutí děje, který předcházel danému příběhu, pokud je to pro příběh důležité, a na konci knihy je cca 2–6 stránek bonusových materiálů v podobě rozhovorů s kreslíři, vývoje kreseb jednotlivých postav, různých galerií nebo výběru několika dalších komiksů se stejným tématem.

## Seznam dílů
V následující tabulce je možné dohledat názvy, stručné obsahy a data vydání jednotlivých dílů Ultimátního komiksového kompletu. 
Vydavatel má právo změnit pořadí vydání svazků či jinak upravovat obsahy nebo názvy svazků.

### 1. řada (čísla 1–60)
| Číslo | Svazek | Název (česky)                                             | Název (anglicky)                                                | Původní díly | Původně vydáno    | Datum vydání       | Pozn.       |
| ----- | ------ | --------------------------------------------------------- | --------------------------------------------------------------- | --- | ----------------- | ------------------ | ----------- |
| 1     | 21     | Amazing Spider-Man: Návrat                                | The Amazing Spider-Man: Coming Home                             | Amazing Spider-Man (vol. 2) #30–35 | 2001              | 26. prosince 2012  | [ 5 ]       |
| 2     | 36     | Astonishing X-Men: Nadaní                                 | Astonishing X-Men: Gifted                                       | Astonishing X-Men (vol. 3) #1–6 | 2004              | 9. ledna 2013      | [ 5 ]       |
| 3     | 34     | Avengers: Rozpad                                          | Avengers: Disassembled                                          | Avengers (vol. 1) #500–503 a Avengers Finale                                                                                            | 2004              | 23. ledna 2013     | [ 5 ]       |
| 4     | 43     | Iron Man: Extremis                                        | Iron Man: Extremis                                              | Iron Man (vol. 4) #1–6 | 2005              | 6. února 2013      | [ 5 ]       |
| 5     | 9      | The Amazing Spider-Man: Zrození Venoma                    | The Amazing Spider-Man: Birth of Venom                          | Amazing Spider-Man (vol. 1) #252, 256–259, 300, Web of Spider-Man (vol. 1) #1 a poslední stránky z Amazing Spider-Man (vol. 1) #297–299 | 1984, 1985 a 1988 | 20. února 2013     | [ 5 ]       |
| 6     | 52     | Thor: Znovuzrození                                        | Thor: Reborn                                                    | Thor (vol. 3) #1–6 | 2007              | 6. března 2013     | [ 5 ]       |
| 7     | 44     | Captain America: Zimní voják, část 1                      | Captain America: Out of Time                                    | Captain America (vol. 5) #1–7 | 2005              | 20. března 2013    | [ 5 ]       |
| 8     | 11     | The Incredible Hulk: Tiché výkřiky                        | The Incredible Hulk: Silent Screams                             | Incredible Hulk (vol. 1) #370–377 | 1990              | 3. dubna 2013      | [ 5 ] [ 6 ] |
| 9     | 4      | Wolverine                                                 | Wolverine                                                       | Wolverine (vol. 1) #1–4 | 1982              | 17. dubna 2013     | [ 5 ] [ 6 ] |
| 10    | 2      | Uncanny X-Men: Dark Phoenix                               | Uncanny X-Men: Dark Phoenix                                     | Uncanny X-Men (vol. 1) #129–137 | 1980              | 30. dubna 2013     | [ 5 ] [ 6 ] |
| 11    | 51     | Captain America: Zimní voják, část 2                      | Captain America: Winter Soldier                                 | Captain America (vol. 5) #8–9, #11–14                                                                                                   | 2005–2006         | 15. května 2013    | [ 6 ]       |
| 12    | 28     | Avengers: Na ostří nože                                   | Avengers Standoff                                               | Avengers (vol. 3) #61–63 & #76, Thor (vol. 2) #58, Iron Man (vol. 3) #64                                                                | 2003–2004         | 29. května 2013    | [ 6 ]       |
| 13    | 8      | The Amazing Spider-Man: Kravenův poslední lov             | The Amazing Spider-Man: Kraven's Last Hunt                      | Web of Spider-Man (vol. 1) #31–32, Amazing Spider-Man (vol. 1) #293–294 a Peter Parker, The Spectacular Spider-Man #131–132             | 1987              | 12. června 2013    | [ 6 ]       |
| 14    | 14     | Captain America: Nový úděl                                | Captain America: The New Deal                                   | Captain America (vol. 4) #1–6 | 2002              | 26. června 2013    | [ 6 ]       |
| 15    | 12     | Zázraky                                                   | Marvels                                                         | Marvels #0–4 | 1994              | 10. července 2013  | [ 6 ]       |
| 16    | 16     | Ultimates: Nadčlověk                                      | Ultimates: Super-Human                                          | Ultimates (vol. 1) #1–6 | 2002              | 24. července 2013  | [ 6 ]       |
| 17    | 18     | New X-Men: G jako genocida                                | New X-Men: E is for Extinction                                  | New X-Men (vol. 1) #114–117 | 2001              | 7. srpna 2013      | [ 6 ]       |
| 18    | 29     | Tajná válka                                               | Secret War                                                      | Secret War #1–5 | 2004–2005         | 21. srpna 2013     | [ 6 ]       |
| 19    | 58     | The Invincible Iron Man: Pět nočních můr                  | Invincible Iron Man: Five Nightmares                            | Invincible Iron Man (vol. 1) #1–7 | 2008              | 4. září 2013       | [ 6 ]       |
| 20    | 7      | Daredevil: Zmrtvýchvstání                                 | Daredevil: Born Again                                           | Daredevil (vol. 1) #227–233 | 1986              | 18. září 2013      | [ 6 ]       |
| 21    | 30     | She Hulk: Svobodná, úspěšná, zelená                       | She-Hulk: Single Green Female                                   | She-Hulk (vol. 1) #1–6 | 2004              | 2. října 2013      | [ 6 ]       |
| 22    | 41     | Zombie z Marvelu                                          | Marvel Zombies                                                  | Marvel Zombies (vol. 1) #1–5 | 2006              | 16. října 2013     | [ 6 ]       |
| 23    | 49     | The Incredible Hulk: Hulkova planeta, část 1              | The Incredible Hulk: Planet Hulk (Part 1)                       | Incredible Hulk (vol. 2) #92–99 | 2006              | 30. října 2013     | [ 6 ]       |
| 24    | 15     | Punisher: Vítej zpátky, Franku, část 1                    | Punisher: Welcome Back Frank Part 1                             | Punisher (vol. 5) #1–6 | 2000              | 13. listopadu 2013 | [ 6 ]       |
| 25    | 33     | Ultimate Spider-Man: Moc a odpovědnost                    | Ultimate Spider-Man: Power and Responsibility                   | Ultimate Spider-Man #1–7 | 2000–2001         | 27. listopadu 2013 | [ 6 ]       |
| 26    | 5      | Tajné války superhrdinů Marvelu, část 1                   | Marvel Super Heroes: Secret Wars (Part 1)                       | Marvel Super Heroes Secret Wars #1–6 | 1984              | 11. prosince 2013  | [ 6 ]       |
| 27    | 13     | The Mighty Thor: Hledání bohů                             | Thor: In Search of the Gods                                     | Thor (vol. 2) #1–7 | 1998              | 20. prosince 2013  | [ 6 ]       |
| 28    | 40     | Astonishing X-Men: Boj                                    | Astonishing X-Men: Dangerous                                    | Astonishing X-Men (vol. 3) #7–12 | 2005              | 8. ledna 2014      | [ 6 ]       |
| 29    | 1      | Iron Man: Démon v lahvi                                   | Iron Man: Demon in a Bottle                                     | Iron Man (vol. 1) #120–128 | 1979              | 21. ledna 2014     | [ 6 ]       |
| 30    | 50     | The Incredible Hulk: Hulkova planeta, část 2              | The Incredible Hulk: Planet Hulk (Part 2)                       | Incredible Hulk (vol. 2) #100–105 a příběh Amadea Choa z Amazing Fantasy (vol. 2) #15                                                   | 2007 a 2006       | 5. února 2014      | [ 6 ]       |
| 31    | 48     | Captain America: Vyvolení                                 | Captain America: The Chosen                                     | Captain America: The Chosen #1–6 | 2007–2008         | 19. února 2014     | [ 6 ]       |
| 32    | 31     | New Avengers: Útěk                                        | New Avengers: Break Out                                         | New Avengers (vol. 1) #1–6 | 2005              | 5. března 2014     | [ 6 ]       |
| 33    | 22     | Spider-Man: Smutek                                        | Spider-Man: Blue                                                | Spider-Man: Blue #1–6 | 2002–2003         | 19. března 2014    | [ 6 ]       |
| 34    | 19     | New X-Men: Impérium                                       | New X-Men: Imperial                                             | New X-Men (vol. 1) #118–126 | 2001–2002         | 2. dubna 2014      | [ 6 ]       |
| 35    | 32     | Klan M                                                    | House of M                                                      | House of M (vol. 1) #1–8 | 2005              | 16. dubna 2014     | [ 6 ]       |
| 36    | 23     | Wolverine: Zrození                                        | Wolverine: Origin                                               | Origin #1–6 | 2001–2002         | 30. dubna 2014     | [ 6 ]       |
| 37    | 25     | Fantastic Four: Nemyslitelné                              | Fantastic Four: Unthinkable                                     | Fantastic Four (vol. 3) #67–70 a Fantastic Four (vol. 1) #500–502                                                                       | 2003              | 14. května 2014    | [ 6 ]       |
| 38    | 3      | Thor: Poslední Viking                                     | Thor: The Last Viking                                           | Thor (vol. 1) #337–343 | 1983–1984         | 28. května 2014    | [ 6 ]       |
| 39    | 42     | Občanská válka                                            | Civil War                                                       | Civil War (vol. 1) #1–7 | 2006–2007         | 11. června 2014    | [ 6 ]       |
| 40    | 6      | Tajné války superhrdinů Marvelu, část 2                   | Marvel Super Heroes: Secret Wars (Part 2)                       | Marvel Super Heroes Secret Wars #7–12                                                                                                   | 1984–1985         | 25. června 2014    | [ 6 ]       |
| 41    | 26     | Fantastic Four: Rozhodná akce                             | Fantastic Four: Authoritative Action                            | Fantastic Four (vol. 1) #503–511 | 2003–2004         | 9. července 2014   | [ 6 ]       |
| 42    | 53     | Padlý syn: Smrt Captaina Ameriky                          | Fallen Son: Death of Captain America                            | Captain America (Vol. 5) #25 a Fallen Son: Wolverine, Captain America, Avengers, Spider-Man a Iron Man                                  | 2007              | 23. července 2014  | [ 6 ]       |
| 43    | 17     | Punisher: Vítej zpátky, Franku, část 2                    | Punisher: Welcome Back Frank (Part 2)                           | Punisher (vol. 5) #7–12 | 2000–2001         | 6. srpna 2014      | [ 6 ]       |
| 44    | 37     | Ultimates: Národní bezpečnost                             | Ultimates: Homeland Security                                    | Ultimates (vol. 1) #7–12 | 2002–2004         | 20. srpna 2014     | [ 6 ]       |
| 45    | 10     | Wolverine: Projekt X                                      | Wolverine: Weapon X                                             | Wolverinovi příběhy z Marvel Comics Presents (vol. 1) #72–84                                                                            | 1991              | 3. září 2014       | [ 6 ]       |
| 46    | 27     | 1602                                                      | 1602                                                            | 1602 #1–8 | 2003–2004         | 17. září 2014      | [ 6 ]       |
| 47    | 20     | Daredevil: Ďábel strážný                                  | Daredevil: Guardian Devil                                       | Daredevil (vol. 2) #1–8 | 1998–1999         | 1. října 2014      | [ 6 ]       |
| 48    | 24     | The Amazing Spider-Man: Odhalení a Dokud hvězdy nezhasnou | The Amazing Spider-Man: Revelations & Until the Stars Turn Cold | Amazing Spider-Man (vol. 2) #37–45 | 2002              | 15. října 2014     | [ 6 ]       |
| 49    | 45     | Věční                                                     | Eternals                                                        | Eternals (vol. 3) #1–7 | 2006–2007         | 29. října 2014     | [ 6 ]       |
| 50    | 35     | Black Panther: Kdo je Black Panther                       | Black Panther: Who Is The Black Panther                         | Black Panther (vol. 4) #1–6 | 2005              | 12. listopadu 2014 | [ 6 ]       |
| 51    | 54     | Hulk proti světu                                          | World War Hulk                                                  | World War Hulk #1–5 | 2007              | 26. listopadu 2014 | [ 6 ]       |
| 52    | 46     | Fantastic Four: Konec                                     | Fantastic Four: The End                                         | Fantastic Four: The End #1–6 | 2006–2007         | 10. prosince 2014  | [ 6 ]       |
| 53    | 60     | Astonishing Thor                                          | Astonishing Thor                                                | Astonishing Thor #1–5 | 2011              | 17. prosince 2014  | [ 6 ]       |
| 54    | 56     | Wolverine: Starej dobrej Logan                            | Wolverine: Old Man Logan                                        | Wolverine (vol. 3) #66–72 a Wolverine: Giant Size Old Man Logan                                                                         | 2008–2009         | 7. ledna 2015      | [ 6 ]       |
| 55    | 57     | Tajná invaze                                              | Secret Invasion                                                 | Secret Invasion #1–8 | 2008              | [21. ledna 2015    | [ 6 ]       |
| 56    | 47     | Doctor Strange: Přísaha                                   | Doctor Strange: The Oath                                        | Doctor Strange: The Oath #1–5 | 2006–2007         | 4. února 2015      | [ 6 ]       |
| 57    | 55     | Thunderbolts: Víra v monstra                              | Thunderbolts: Faith In Monsters                                 | Thunderbolts #110–115 a Venomův příběh z Civil War: Choosing Sides                                                                      | 2007, 2006        | 18. února 2015     | [ 6 ]       |
| 58    | 38     | Ghost Rider: Cesta do zatracení                           | Ghost Rider: Road To Damnation                                  | Ghost Rider (vol. 4) #1–6 | 2001              | 4. března 2015     | [ 6 ]       |
| 59    | 39     | Syn klanu M                                               | Son of M                                                        | Son of M #1–6 | 2006              | 18. března 2015    | [ 6 ]       |
| 60    | 59     | Obležení                                                  | Siege                                                           | Siege (vol. 1) #1–4 a Siege: The Cabal                                                                                                  | 2010              | 1. dubna 2015      | [ 6 ]       |

### 2. řada (čísla 61–120)
Svazky označené jako Classic obsahují příběhy vydané před rokem 1990.
| Číslo | Svazek | Název (česky)                                             | Název (anglicky)                                     | Původní díly | Původně vydáno       | Datum vydání       | Pozn.       |
| ----- | ------ | --------------------------------------------------------- | ---------------------------------------------------- | --- | -------------------- | ------------------ | ----------- |
| 61    | 61     | Avengers Na věky věků, část 1                             | Avengers: Forever, Part 1                            | Avengers Forever #1–6 | 1998–1999            | 16. dubna 2015     | [ 7 ] [ 8 ] |
| 62    | 63     | Marvel Knights Spider-Man: Dolů mezi mrtvé                | Marvel Knight Spider-Man: Down Among the Dead Men    | Marvel Knights: Spider-Man (vol. 1) #1–4 | 2004                 | 30. dubna 2015     | [ 7 ] [ 8 ] |
| 63    | 114    | Uncanny X-Men: Druhá generace                             | Uncanny X-Men: Second Genesis                        | Giant-Size X-Men #1 & Uncanny X-Men (vol. 1) #94–103 | 1975–1977            | 14. května 2015    | [ 7 ] [ 8 ] |
| 64    | 72     | Venom                                                     | Venom                                                | Venom (Vol. 2) #1–5 | 2011                 | 28. května 2015    | [ 7 ] [ 8 ] |
| 65    | 99     | X-Men: Soumrak mutantů                                    | X-Men: Twilight of the Mutants                       | X-Men (vol. 1) #50–59 | 1968–1969            | 11. června 2015    | [ 7 ] [ 8 ] |
| 66    | 62     | Avengers Na věky věků, část 2                             | Avenger: Forever, Part 2                             | Avengers Forever #7–12 | 1999                 | 25. června 2015    | [ 7 ] [ 8 ] |
| 67    | 64     | Marvel Knights Spider-Man: Jed                            | Marvel Knights Spider-Man: Venomous                  | Marvel Knights: Spider-Man (vol. 1) #5–8 | 2004                 | 9. července 2015   | [ 7 ] [ 8 ] |
| 68    | 85     | Marvel – Počátky: 60. léta                                | Marvel Origins: The 60s                              | Fantastic Four (vol. 1) #1, Incredible Hulk (vol. 1) #1, Daredevil (vol. 1) #1, X-Men (vol. 1) #1, Avengers (vol. 1) #1 a #4, Spider-Manův příběh z Amazing Fantasy (vol. 1) #15, Iron Manův příběh z Tales of Suspense (vol. 1) #39 a Ant-Manovi příběhy z Tales to Astonish (vol. 1) #27 a #44 | 1961–1964            | 22. července 2015  | [ 8 ]       |
| 69    | 69     | Říše stínů                                                | Shadowland                                           | Shadowland #1–5 | 2010                 | 5. srpna 2015      | [ 8 ]       |
| 70    | 96     | Avengers: Zrození Ultrona                                 | The Avengers: Birth of Ultron                        | Avengers (vol. 1) #54–60 a Annual #2 | 1968–1969            | 19. srpna 2015     | [ 8 ]       |
| 71    | 112    | Captain America & Falcon: Utajená říše                    | Captain America & The Falcon: The Secret Empire      | Captain America (vol. 1) #169–176 | 1974                 | 2. září 2015       | [ 8 ]       |
| 72    | 87     | Dr. Strange: Bezejmenná země, bezbřehý čas                | Dr. Strange: A Nameless Land, A Timeless Time        | příběhy Doctora Strange z Strange Tales (vol. 1) #130–146 | 1965–1966            | 16. září 2015      | [ 8 ]       |
| 73    | 88     | Fantastic Four: Příchod Galactuse                         | Fantastic Four: The Coming of Galactus               | Fantastic Four (vol. 1) #44–51 a Annual #3 | 1965–1966            | 30. září 2015      | [ 8 ]       |
| 74    | 65     | Avengers: Elita                                           | Avengers Prime                                       | Avengers Prime #1–5 | 2010–2011            | 14. října 2015     | [ 8 ]       |
| 75    | 91     | The Invincible Iron Man: Tragédie a triumf                | The Invincible Iron Man: The Tragedy and the Triumph | Iron Man (vol. 1) #1–4 a Iron Manovy příběhy z Tales of Suspense (vol. 1) #91–99 a Iron Man and Sub-Mariner #1 | 1967–1968            | 27. října 2015     | [ 8 ]       |
| 76    | 76     | X-Men: Schizma                                            | X-Men: Schism                                        | X-Men: Schism #1–5, Generation Hope #10–11 a X-Men: Regenesis #1 | 2011                 | 11. listopadu 2015 | [ 8 ]       |
| 77    | 108    | Captain Marvel: Život a smrt Captaina Marvela, část první | The Life and Death of Captain Marvel, Part 1         | Iron Man (vol. 1) #55, Captain Marvel (vol. 1) #25–30 a Marvel Feature (vol. 1) #12 | 1973                 | 25. listopadu 2015 | [ 8 ]       |
| 78    | 95     | The Incredible Hulk: Nespoutané monstrum                  | The Incredible Hulk: The Monster Unleashed           | Hulkův příběh z Tales To Astonish (vol. 1) 101, Incredible Hulk (vol. 1) #102–108 a Incredible Hulk Special #1 | 1968                 | 9. prosince 2015   | [ 8 ]       |
| 79    | 66     | Secret Avengers: Mise na Mars                             | Secret Avengers: Mission to Mars                     | Secret Avengers (vol. 1) #1–5 | 2010                 | 23. prosince 2015  | [ 8 ]       |
| 80    | 92     | Nick Fury, Agent S.H.I.E.L.D.u, část první                | Nick Fury: Agent of S.H.I.E.L.D., Part 1             | Furyho příběhy z Strange Tales (vol. 1) #150–162 | 1966–1967            | 6. ledna 2016      | [ 8 ]       |
| 81    | 109    | Captain Marvel: Život a smrt Captaina Marvela, část druhá | The Life and Death of Captain Marvel, Part 2         | Captain Marvel (vol. 1) #31–34, Avengers (vol. 1) #125 a Marvel Graphic Novel #1 | 1974; 1982           | 20. ledna 2016     | [ 8 ]       |
| 82    | 73     | Ultimate Spider-man: Smrt Spider-mana                     | Ultimate Spider-Man: The Death of Spider-Man         | Ultimate Spider-Man #153–160 | 2011                 | 3. února 2016      | [ 8 ]       |
| 83    | 86     | Thor: Příběhy z Asgardu                                   | Thor: Tales of Asgard                                | Thor: Tales of Asgard #1–6 (přetisky Journey Into Mystery (vol. 1) #97–125 a Thor (vol. 1) #126–145) | 2009 (1963–1967)     | 17. února 2016     | [ 8 ]       |
| 84    | 70     | Avengers: Dětská křížová výprava                          | Avengers: Children Crusade                           | Avengers: The Children's Crusade #1–9 a Avengers: The Children's Crusade – Young Avengers a Magnetův příběh z Uncanny X-Men (vol. 1) #526 | 2010–2012            | 2. března 2016     | [ 8 ]       |
| 85    | 120    | Daredevil: Na černé listině                               | Daredevil: Marked For Murder                         | Daredevil (vol. 1) #158–161 a #163–167 | 1979–1980            | 16. března 2016    | [ 8 ]       |
| 86    | 67     | Deadpool: Válka Wadea Wilsona                             | Deadpool: Wade Wilson's War                          | Deadpool: Wade Wilson’s War #1–4 a X-Men Origins: Deadpool | 2010                 | 30. března 2016    | [ 8 ]       |
| 87    | 90     | The Amazing Spider-Man: Konec Spider-Mana                 | The Amazing Spider-Man: Spider-Man No More           | Amazing Spider-Man (vol. 1) #44–50 | 1967                 | 13. dubna 2016     | [ 8 ]       |
| 88    | 74     | Samotný strach, část první                                | Fear Itself, Part 1                                  | Fear Itself: Book of the Skull, Fear Itself #1–3 a Fear Itself: The Worthy | 2011                 | 27. dubna 2016     | [ 8 ]       |
| 89    | 97     | The Mighty Thor: Ragnarok                                 | The Mighty Thor: Ragnarok                            | Thor (vol. 1) #153–159 | 1968                 | \|11. května 2016  | [ 8 ]       |
| 90    | 119    | Avengers: Korvacova sága                                  | The Avengers: The Korvac Saga                        | Thor (vol. 1) Annual #6, Avengers (vol. 1) #167–168 & 170–177 | 1977–1978            | 25. května 2016    | [ 8 ]       |
| 91    | 68     | Thanos Nezbytný                                           | The Thanos Imperative                                | Guardians of the Galaxy (vol. 2) #25, The Thanos Imperative: Ignition, The Thanos Imperative #1–6 | 2010                 | 8. června 2016     | [ 8 ]       |
| 92    | 118    | Spider-Man: Marvel Team-Up                                | Spider-Man: Marvel Team-Up                           | Marvel Team-Up (vol. 1) #59–70 | 1977–1978            | 22. června 2016    | [ 8 ]       |
| 93    | 106    | Hulk: Srdce atomu                                         | Hulk: Heart of the Atom                              | The Incredible Hulk (vol. 1) #140, #148, #156, #202–203, #205–207, #246–248 | 1971–1980            | 6. července 2016   | [ 8 ]       |
| 94    | 71     | Hulk: Spálená země                                        | Hulk: Scorched Earth                                 | Hulk (vol. 2) #25–30 | 2010–2011            | 20. července 2016  | [ 8 ]       |
| 95    | 93     | Nick Fury, Agent S.H.I.E.L.D.u, část druhá                | Nick Fury: Agent of S.H.I.E.L.D., Part 2             | Nick Fury: Agent of S.H.I.E.L.D.#1–5 & Furyho příběhy z Strange Tales (vol. 1) #163–168 | 1967–1968            | 3. srpna 2016      | [ 8 ]       |
| 96    | 75     | Samotný strach, část druhá                                | Fear Itself, Part 2                                  | Fear Itself #4–7 & Fear Itself 7.1: Captain America | 2011                 | 17. srpna 2016     | [ 8 ]       |
| 97    | 89     | Fantastic Four: Soudný den                                | Fantastic Four: Doomsday                             | Fantastic Four (vol. 1) #52–60 | 1966–1967            | 31. srpna 2016     | [ 8 ]       |
| 98    | 103    | The Amazing Spider-Man: Smrt Stacyových                   | The Amazing Spider-Man: Death of the Stacys          | Amazing Spider-Man (vol. 1) #88–92, #121–122 | 1970–1971, 1973      | 14. září 2016      | [ 8 ]       |
| 99    | 77     | Daredevil: Zvuk a zlost                                   | Daredevil: Sound and Fury                            | Daredevil (Vol. 3) #1–6 | 2011                 | 26. září 2016      | [ 8 ]       |
| 100   | 115    | Iron Fist: Pátrání po Colleen Wingové                     | Iron Fist: The Search for Colleen Wing               | Marvel Premiere #25 & Iron Fist (vol. 1) #1–7 | 1975–1976            | 12. října 2016     | [ 8 ]       |
| 101   | 100    | X-Men: Ve stínu Saurona                                   | X-Men: In the Shadow of Sauron                       | X-Men (vol. 1) #60–66 and Amazing Adventures (vol. 2) #11 | 1969–1970, 1972      | 26. října 2016     | [ 8 ]       |
| 102   | 79     | Válečné jizvy                                             | Battle Scars                                         | Battle Scars #1–6 | 2011–2012            | 9. listopadu 2016  | [ 8 ]       |
| 103   | 98     | Silver Surfer: Zrození                                    | Silver Surfer: Origins                               | Silver Surfer (vol. 1) #1–5 | 1968–1969            | 23. listopadu 2016 | [ 8 ]       |
| 104   | 107    | Defenders: Příchod Defenders                              | The Defenders: The Day of the Defenders              | Marvel Feature (vol. 1) #1–3 + Defenders (vol. 1) #1–5 | 1971–1973            | 7. prosince 2016   | [ 8 ]       |
| 105   | 82     | Avengers vs. X-Men, část první                            | Avengers Versus X-Men, Part 1                        | Avengers vs. X-Men #0–4 + AVX Vs #1–2 | 2012                 | 21. prosince 2016  | [ 8 ]       |
| 106   | 101    | The Invincible Iron Man: Začátek konce                    | The Invincible Iron Man: The Beginning of the End    | Iron Man (vol. 1) #14–23 | 1969–1970            | 4. ledna 2017      | [ 8 ]       |
| 107   | 104    | Avengers: Kree-Skrullská válka                            | The Avengers: The Kree/Skrull War                    | Avengers (vol. 1) #89–97 | 1971–1972            | 18. ledna 2017     | [ 8 ]       |
| 108   | 80     | The Amazing Spider-Man: Pavoučí ostrov, část první        | The Amazing Spider-Man: Spider-Island, Part 1        | Amazing Spider-Man (vol. 1) #666–669, Venom (vol. 2) #6 a Jackalův příběh ze Spider-Island: Deadly Foes | 2011                 | 1. února 2017      | [ 8 ]       |
| 109   | 94     | Nelidé                                                    | The Inhumans                                         | Amazing Adventures (vol. 2) #9–10 a příběhy Nelidí z Thor (vol. 1) #146–152 a Amazing Adventures (vol. 2) #1–8 | 1967–1968, 1970–1972 | 15. února 2017     | [ 8 ]       |
| 110   | 102    | Marvel – Počátky: 70. léta                                | Marvel Origins: The 70s                              | Luke Cage: Hero for Hire #1, Marvel Premiere #1 a #15–16, Incredible Hulk (vol. 1) #181, Captain Britain (vol. 1) #1–2, Marvel Spotlight (vol. 1) #5 a #32, Nova #1, a Savage She-Hulk #1 | 1972–1980            | 1. března 2017     | [ 8 ]       |
| 111   | 83     | Avengers vs. X-Men, část druhá                            | Avengers Vs X-Men, Part 2                            | Avengers vs. X-Men #5–8 + AVX Vs #3–4 | 2012                 | 13. března 2017    | [ 8 ]       |
| 112   | 110    | Válka Avengers proti Defenders                            | The Avengers: Defenders War                          | Avengers (vol. 1) #116–118, Defenders (vol. 1) #9–11 a krátké příběhy z Avengers (vol. 1) #115 a Defenders (vol. 1) #8 | 1973                 | 29. března 2017    | [ 8 ]       |
| 113   | 113    | Deathlok: Počátek                                         | Deathlok: Origins                                    | Astonishing Tales (vol. 1) #25–28, 30–36 a Marvel Spotlight (vol. 1) #33 | 1974–1977            | 12. dubna 2017     | [ 8 ]       |
| 114   | 78     | Ultimate Comics Spider-Man: Kdo je Miles Morales?         | Ultimate Comics Spider-Man: Who Is Miles Morales?    | Ultimate Comics Spider-Man #1–5 a Milesův příběh z Ultimate Fallout #4 | 2011                 | 26. dubna 2017     | [ 8 ]       |
| 115   | 105    | Marvel: Horory                                            | Marvel Horror                                        | Ghost Rider (vol. 2) #1–2, Marvel Spotlight (vol. 1) #2 + #12, Amazing Spider-Man 101, Tomb of Dracula (vol. 1) #1, Monster of Frankenstein #1, Supernatural Thrillers #5, Strange Tales (vol. 1) #169, a Man-Thingův příběh z Savage Tales #1                                                   | 1967–1973            | 10. května 2017    | [ 8 ]       |
| 116   | 111    | Black Panther: Panterův hněv                              | Black Panther: Panter's Rage                         | Jungle Action (vol. 2) #6–18 | 1973–1975            | 24. května 2017    | [ 8 ]       |
| 117   | 81     | The Amazing Spider-Man: Pavoučí ostrov, část druhá        | The Amazing Spider-Man: Spider-Island, Part 2        | Amazing Spider-Man (vol. 1) #670–673 and Venom (vol. 2) #7–8 | 2011                 | 7. června 2017     | [ 8 ]       |
| 118   | 116    | Captain America & Falcon: Mentabomba                      | Captain America and the Falcon: Madbomb              | Captain America (vol. 1) #193–200 | 1976                 | 21. června 2017    | [ 8 ]       |
| 119   | 117    | Marvel: Co kdyby?                                         | Marvel What If?                                      | What If? (Vol. 1) #1, 3, 18, 20, 23–24 a několik skečů z 34 | 1977–1980            | 5. července 2017   | [ 8 ]       |
| 120   | 84     | Avengers vs. X-Men, část třetí                            | Avengers Versus X-Men, Part 3                        | Avengers vs. X-Men #9–12 + AVX Vs #5–6 | 2012                 | 19. července 2017  | [ 8 ]       |

### Tituly, které nevyšly v ČR
V následující tabulce se nachází seznam knih, které nevyšly v české mutaci. 
| Název (česky)                                               | Název (anglicky)                                            | Původní díly |
| ----------------------------------------------------------- | ----------------------------------------------------------- | --- |
| Captain Britain: Rozlámaný svět                             | Captain Britain: A Crooked World                            | Marvel Superheroes #387–388, The Daredevils #1–11 a The Mighty World of Marvel (Vol. 2) #7–13 |
| Captain Britain a MI-13: Upíří stát                         | Captain Britain and MI13: Vampire State                     | Captain Britain & MI-13 #10–15 Annual #1 |
| Kačer Howard                                                | Howard the Duck                                             | Giant-Size Man-Thing #4–5, Howard the Duck #1–8 & 16, materiál z Adventure Into Fear #19 a Man-Thing #1 |
| Warlock, část první                                         | Warlock (Part 1)                                            | Strange Tales (Vol. 1) #178–181 & Warlock (Vol. 1) #9–11 |
| Warlock, část druhá                                         | Warlock (Part 2)                                            | Warlock #12–15, Marvel Team-Up #55, Avengers Annual #7, a Marvel Two-In-One Annual #2 |
| Doctor Strange: Oddělená realita                            | Doctor Strange: A Separate Reality                          | Marvel Premiere #9–14 a Doctor Strange (vol. 2) #1–5 |
| Strážci Galaxie: Kosmičtí Avengers                          | Guardians of the Galaxy: Cosmic Avengers                    | Guardians of the Galaxy: Tomorrow's Avengers #1, Guardians of the Galaxy (Vol. 3) #0.1 & 1–3 |
| Uncanny Avengers: Rudý stín                                 | Uncanny Avengers: The Red Shadow                            | Uncanny Avengers (Vol. 1) #1–5 |
| Hawkeye: Můj život jako zbraň                               | Hawkeye: My Life as a Weapon                                | Hawkeye (vol. 4) #1–5 and Young Avengers Presents #6 |
| All-New Ghost Rider: Motory pomsty                          | All-New Ghost Rider: Engines of Vengeance                   | All-New Ghost Rider #1–5 |
| Avengers: Svět Avengers                                     | Avengers: Avengers World                                    | Avengers (vol. 5) #1–6 |
| Silver Surfer: Nový úsvit                                   | Silver Surfer: New Dawn                                     | Silver Surfer (vol. 7) #1–5, materiál All-New Marvel Now! Point One |
| Nova: Zrození                                               | Nova: Origin                                                | Nova (vol. 5) #1–5, materiál z Marvel Now! Point One |
| New Avengers: Všechno umírá                                 | New Avengers: Everything Dies                               | New Avengers (vol. 3) #1–6 |
| Superior Spider-Man: Svým vlastním nejhorším nepřítelem     | Superior Spider-Man: My Own Worst Enemy                     | Amazing Spider-Man (vol. 1) #698–700, Superior Spider-Man #1–5 |
| Thor, Bůh hromu: Zabiják bohů                               | Thor: God of Thunder – The God Butcher                      | Thor: God of Thunder #1–5 |
| Nekonečno, část první                                       | Infinity (Part 1)                                           | Infinity #1–3, Avengers (vol. 5) #18–20, New Avengers (vol. 3) #9–10 |
| Captain America: Trosečník v dimenzi Z                      | Captain America: Cast Away in Dimension Z                   | Captain America (vol. 7) #1–10 |
| Nekonečno, část druhá                                       | Infinity (Part 2)                                           | Infinity #4–6, Avengers (vol. 5) #21–23, New Avengers (vol. 3) #11–12 |
| Fantastic Four: Cestovatelé                                 | Fantastic Four: Voyagers                                    | Fantastic Four (vol. 4) #1–8 |
| Young Avengers: Styl > Podstata                             | Young Avengers: Style > Substance                           | Young Avengers (vol. 2) #1–5 |
| Smrt Wolverina                                              | Death of Wolverine                                          | Death of Wolverine #1–4 |
| Prvotní hřích, část první                                   | Original Sin (Part 1)                                       | Original Sin #0–3, Original Sins #1–3 |
| Ms. Marvel: (Ne)normální                                    | Ms. Marvel: No Normal                                       | Ms. Marvel (vol. 3) #1–5, materiál z All-New Marvel Now! Point One |
| Avengers Aréna: Zabij, nebo zemři                           | Avengers Arena: Kill or Die                                 | Avengers Arena #1–7 |
| Prvotní hřích, část druhá                                   | Original Sin (Part 2)                                       | Original Sin #4–8, Original Sins #4–5, Original Sin: Annual #1 |
| Rocket: Chlupatý a nebezpečný                               | Rocket Raccoon: A Chasing Tale                              | Rocket Raccoon (vol. 2) #1–6 |
| Thor: Bohyně hromu                                          | Thor: The Goddess of Thunder                                | Thor (vol. 4) #1–5 |
| Amazing Spider-Man: Pavoukoverzum                           | The Amazing Spider-Man: Spider-Verse                        | Amazing Spider-Man (Vol. 3) #9–15 |
| Spider-Gwen: Nejhledanější?                                 | Spider-Gwen: Most Wanted?                                   | Edge of Spider-Verse #2, Spider-Gwen (Vol. 1) #1–5 |
| Deadpoolovy utajené Tajné války                             | Deadpool's Secret Secret Wars                               | Deadpool's Secret Secret Wars #1–4 |
| Čas vypršel, část první                                     | Time Runs Out (Part 1)                                      | Avengers (Vol. 5) #35–38, New Avengers (Vol. 3) #24–27 |
| Čas vypršel, část druhá                                     | Time Runs Out (Part 2)                                      | Avengers (Vol. 5) #39–41, New Avengers (Vol. 3) #28–30 |
| Čas vypršel, část třetí                                     | Time Runs Out (Part 3)                                      | Avengers (Vol. 5) #42–44, New Avengers (Vol. 3) #31–33 |
| Tajné války, část první                                     | Secret Wars (Part 1)                                        | Secret Wars #0–4 |
| Tajné války, část druhá                                     | Secret Wars (Part 2)                                        | Secret Wars #5–9 |
| Občanská válka: Válečná zóna                                | Civil War: Warzones                                         | Civil War (Vol. 2) #1–5 |
| Omniverzální Ultimates                                      | The Ultimates Omniversal                                    | Ultimates (vol. 2) #1–6 a materiál z Avengers #0 |
| Doctor Strange: Cesty podivných                             | Doctor Strange: The Way of the Weird                        | Doctor Strange (vol. 4) #1–5 |
| Karnak: Všechno má slabinu                                  | Karnak: The Flaw in all Things                              | Karnak #1–6 |
| Vision: O trochu horší než člověk                           | Vision: Little Worse Than a Man                             | Vision (vol. 2) #1–6 |
| All New, All Different Avengers: Sedm statečných            | All New, All Different Avengers: The Magnificent Seven      | All-New, All-Different Avengers #1–6 a materiál z Avengers #0 & FCBD 2015: Avengers |
| Unbeatable Squirrel Girl: Veverko, teď jsi mě vážně dostala | Unbeatable Squirrel Girl: Squirrel, You Really Got Me Now   | The Unbeatable Squirrel Girl (vol. 2) #1–6 |
| Spider-Gwen: Větší moc                                      | Spider-Gwen: Greater Power                                  | Spider-Gwen (vol. 2) #1–6 |
| Vision: O trochu lepší než zvíře                            | Vision: Little Better Than A Beast                          | Vision (vol. 2) #7–12 |
| Mighty Thor: V žilách jí proudí hrom                        | The Mighty Thor: Thunder in Her Veins                       | Mighty Thor (vol. 2) #1–5 |
| Spider-Man/Deadpool: Parťácká romance                       | Spider-Man/Deadpool: Isn't it Bromantic?                    | Spider-Man/Deadpool #1–5 & 8 |
| All-New Wolverine: Čtyři sestry                             | All-New Wolverine: The Four Sisters                         | All-New Wolverine #1–6 |
| A-Force: Hyperčas                                           | A-Force: Hypertime                                          | A-Force (vol. 2) #1–7 |
| Moon Girl a Devil Dinosaur: Nejlepší přátelé                | Moon Girl and Devil Dinosaur: BFF                           | Moon Girl and Devil Dinosaur #1–6 |
| Patsy Walker, alias Hellcat: Jako kočka                     | Patsy Walker, AKA. Hellcat: Hooked on a Feline              | Patsy Walker, AKA. Hellcat #1–6 |
| Avengers: Na mrtvém bodě, část první                        | Avengers: Standoff (Part 1)                                 | Avengers Standoff: Welcome to Pleasant Hill, Avengers Standoff: Assault on Pleasant Hill Alpha, Agents of S.H.I.E.L.D. #3–4, New Avengers (vol. 4) #8–10, Uncanny Avengers (vol. 3) #7                                                                              |
| Spider-Woman: Změna je život                                | Spider-Woman: Shifting Gears                                | Spider-Woman (vol. 6) #1–5 |
| Black Widow: Nejhledanější S.H.I.E.L.D.em                   | Black Widow: S.H.I.E.L.D.'s Most Wanted                     | Black Widow (vol. 6) #1–6 |
| Black Panther: Národ pod našima nohama, část první          | Black Panther: A Nation Under Our Feet Part 1               | Black Panther (vol. 6) #1–6 |
| Avengers: Na mrtvém bodě, část druhá                        | Avengers: Standoff (Part 2)                                 | All-New, All-Different Avengers #7–8, Uncanny Avengers Vol. 3 #8, Howling Commandos of S.H.I.E.L.D. #6, Illuminati #6, Captain America: Sam Wilson #7–8, a Avengers Standoff: Assault on Pleasant Hill Omega                                                        |
| Black Panther: Národ pod našima nohama, část druhá          | Black Panther: A Nation Under Our Feet Part 2               | Black Panther (vol. 6) #7–12 |
| Sága Nekonečna, část první                                  | The Infinity Saga Part 1                                    | The Infinity Gauntlet #1–6 |
| Punisher: Na cestě                                          | Punisher: On The Road                                       | Punisher (vol. 10) #1–6 |
| Sága Nekonečna, část dtuhá                                  | The Infinity Saga Part 2                                    | The Infinity War #1–3, Warlock and the Infinity Watch #7 a Marvel Comics Presents (vol. 2) #108–111 |
| Doctor Strange: Poslední dny magie                          | Doctor Strange: The Last Days of Magic                      | Doctor Strange (vol. 4) #6–10, Doctor Strange: The Last Days of Magic |
| Sága Nekonečna, část třetí                                  | The Infinity Saga Part 3                                    | The Infinity War #4–6, Warlock and the Infinity Watch #8–10 |
| Wolverine – Starej dobrej Logan: Berserk                    | Old Man Logan: Berserker                                    | Old Man Logan (vol. 2) #1–7 |
| Sága Nekonečna, část čtvrtá                                 | The Infinity Saga Part 4                                    | The Infinity Crusade #1–3, Warlock Chronicles #3 and Warlock and the Infinity Watch #20 |
| Pavoučí ženy                                                | Spider-Women                                                | Spider-Women Alpha, Silk (vol. 2) 7–8, Spider-Gwen (vol. 2) 7–8, Spider-Woman (vol. 6) 6–7, Spider-Women Omega |
| Sága Nekonečna, část pátá                                   | The Infinity Saga Part 5                                    | The Infinity Crusade #4–6 and The Warlock Chronicles #4–5 |
| Doctor Strange: Krev v éteru                                | Doctor Strange: Blood in the Aether                         | Doctor Strange (vol. 4) #11–16 |
| Avengers: Operace Galaktická bouře, část první              | Avengers: Galactic Storm Part 1                             | Captain America #398–399, Avengers West Coast #80–81, Quasar #32, Wonder Man #7, Avengers #345, Iron Man #278 and Thor #445 |
| Daredevil: Čínská čtvrť                                     | Daredevil: Chinatown                                        | Daredevil (vol. 5) #1–5, materiál z All-New, All-Different Point One |
| Avengers: Operace Galaktická bouře, část druhá              | Avengers: Galactic Storm Part 2                             | Wonder Man (vol. 1) #8, Avengers (vol. 1) #346, Thor (vol . 1) #446, Iron Man (vol. 1) #279, Avengers: West Coast #82, Quasar (vol 1) #33–34 |
| Deadpool V Gambit: To "V" znamená "Vs."                     | Deadpool V Gambit: The "V" is for "Vs."                     | Deadpool V Gambit #1–5 |
| Avengers: Operace Galaktická bouře, část třetí              | Avengers: Galactic Storm Part 3                             | Wonder Man (vol. 1) #9, Avengers (vol. 1) #347, Captain America #401, Quasar #35–36, What If? (vol. 2) #55–56 |
| Captain America, Steve Rogers: Hail Hydra                   | Captain America, Steve Rogers: Hail Hydra                   | Captain America: Steve Rogers #1–6, materiál z FCBD 2016 Captain America |
| Sága o Zemi X, část první                                   | Earth X Saga Part 1                                         | Earth X #0–6 |
| Wolverine – Starej dobrej Logan: Poslední rónin             | Old Man Logan: The Last Ronin                               | Old Man Logan (vol. 2) #8–13 |
| Sága o Zemi X, část druhá                                   | Earth X Saga Part 2                                         | Earth X #7–12 & X |
| Druhá občanská válka, část první                            | Civil War II Part 1                                         | Civil War II #0–4, Free Comic Book Day 2016: Civil War II, Civil War II: The Accused |
| Onslaught, část první                                       | Onslaught Part 1                                            | X-Men (vol. 2) #53–54, Uncanny X-Men (vol. 1) #334–335, X-Men: Onslaught, Avengers (vol. 1) #401 and Fantastic Four (vol. 1) #415 |
| Moonknight: Blázni vyjí na Měsíc                            | Moonknight: Lunatic                                         | Moon Knight (vol. 6) #1–5 |
| Onslaught, část druhá                                       | Onslaught Part 2                                            | Cable (Vol. 1) #34, Invredible Hulk (Vol. 1) #444, Wolverine (Vol. 2) #104, X-Factor (Vol. 1) #125–126, Amazing Spider-Man (Vol. 1) #415, Green Goblin #12, Spider-Man (Vol. 1) #72 a materiál z Excalibur (vol. 1) #100 a Sensational Spider-Man (Vol. 1) #8       |
| Druhá občanská válka, část druhá                            | Civil War II Part 2                                         | Civil War II: The Fallen, Civil War II #5–8, Civil War II: The Oath |
| Onslaught, část třetí                                       | Onslaught Part 3                                            | X-Man #18–19, X-Force (vol. 1) #57–58, Punisher (vol. 3) #11, X-Men (vol. 2) #55, Uncanny X-Men (vol. 1) #336, Cable (vol. 1) #35 & Incredible Hulk (vol. 1) #445                                                                                                   |
| Champions: Změnit svět                                      | The Champions: Change the World                             | Champions (vol. 2) #1–5 |
| Onslaught, část čtvrtá                                      | Onslaught Part 4                                            | Iron Man (vol. 1) #332, Avengers (vol. 1) #402, Thor (vol. 1) #502, Wolverine (vol. 2) #105, Fantastic Four (vol. 1) #416, X-Men (vol. 2) #56, Onslaught: Marvel Universe                                                                                           |
| Jessica Jonesová: Svobodná                                  | Jessica Jones: Uncaged!                                     | Jessica Jones (vol. 2) #1–6 |
| Doctor Strange: Mr Misery                                   | Doctor Strange: Mr Misery                                   | Doctor Strange (vol. 4) #17–20 a Annual |
| Deadpool: Hej, to je Deadpool!                              | Deadpool: Hey, it's Deadpool!                               | Deadpool (Vol. 1) #1–5 & –1 |
| Uncanny X-Men: Dny minulé budoucnosti                       | Uncanny X-Men: Days of Future Past                          | Uncanny X-Men (Vol. 1) #138–143 a Annual #4 |
| Deadpool: Sázka na nejistotu                                | Deadpool: Suicide Kings                                     | Deadpool: Suicide Kings #1–5 |
| Punisher: Krvavý kruh                                       | Punisher: Circle of Blood                                   | Punisher (Vol. 1) #1–5 |
| Deadpool: Týmovky nahoru a dolů                             | Deadpool: Team-Ups and Downs                                | Deadpool Team-Up 899-893 |
| Deadpool: Zabiják, bohové a upíři                           | Deadpool: Killer, Gods and Vampires                         | Deadpool Team-Up 892-886 |
| Nebojácní, část první                                       | Fearless (Part 1)                                           | Fear Itself: The Fearless #1–6 |
| Nebojácní, část druhá                                       | Fearless (Part 2)                                           | Fear Itself: The Fearless #7–12 |
| Annihilators                                                | Annihilators                                                | Annihilators #1–4 |
| Incredible Hulk: Rozpolcený                                 | Hulk: Asunder                                               | Incredible Hulk (Vol. 3) #1–7 |
| Wolverine a X-meni: Nová generace                           | Wolverine & the X-Men: Regenesis                            | Wolverine & the X-Men (Vol. 1) #1–7 |
| Avengers, do boje!                                          | Avengers Assemble                                           | Avengers Assemble #1–8 |
| Defenders: Lamač světů                                      | Defenders: Breaker of Worlds                                | Defenders (Vol.4) #1–6 |
| Avengers: Konec historie                                    | Avengers: End Times                                         | Avengers (Vol.4) #31–34, New Avengers #31–34 |
| AvX: Následky                                               | AvX: Consequences                                           | AvX: Consequences #1–5 |
| New Avengers: Illuminati                                    | New Avengers: Illuminati                                    | New Avengers: Illuminati – Road to Civil War, New Avengers: Illuminati #1–5 |
| Mistři Marvelu: Chris Claremont                             | Marvel Masters: Chris Claremont                             | Daredevil (vol. 1) #102, Iron Fist (vol. 1) ##14, Ms Marvel (vol. 1) ##19, Avengers (vol. 1) #Annual #10, Uncanny X-Men (vol. 1) ##161, Marvel Graphic Novel #5 and X-Men Black: Magneto                                                                            |
| Bezpečnost na Maximum, část první                           | Maximum Security Part 1                                     | Maximum Security: Dangerous Planet #1, Iron Man (vol. 3) #35, Captain America (vol. 3) #36, Maximum Security #1, Thor (vol. 2) #30, Uncanny X-Men (vol. 1) #387 a Bishop #15                                                                                        |
| Mistři Marvelu: Jack Kirby                                  | Marvel Masters: Jack Kirby                                  | Red Raven Comics #1, Marvel Mystery Comics #13, Capitan America Comics #1, Amazing Spider-Man (vol. 1) #8, Thor (vol. 1) #160–161, Black Panther (vol. 1) #1–3, The Eternals (vol. 1) #7, Devil Dinosaur #1                                                         |
| Bezpečnost na Maximum, část druhá                           | Maximum Security Part 2                                     | Iron Man (vol. 3) #35, Maximum Security #2–3, The Avengers (vol. 3) #35, Gambit #23, X-Men (vol. 2) #107 a X-Men Unlimited #29 |
| Mistři Marvelu: Frank Miller                                | Marvel Masters: Frank Miller                                | Peter Parker, The Spectacular Spider-Man (vol. 1) #27–28, Marvel Two-in-One (vol. 1) #51, Daredevil (vol. 1) #168, #181, #190–191, Bizarre Adventures #28 a Marvel Fanfare (vol. 1) #18                                                                             |
| Anihilace, část první                                       | Anniihilation Part 1                                        | Drax the Destroyer #1–4, Annihilation Prologue, Annihilation: Nova #1–4 |
| Mistři Marvelu: Jim Lee                                     | Marvel Masters: Jim Lee                                     | Solo Avengers #1, Daredevil (vol. 1) Annual #5, Punisher: War Journal #6–7, Uncanny X-Men (vol. 1) #248 & #268, Classic X-Men #39, X-Men Vol.2 #1 and Fantastic Four Vol.2 #1                                                                                       |
| Anihilace, část druhá                                       | Annihilation Part 2                                         | Annihilation: Silver Surfer #1–4 and Annihilation: Super-Skrull #1–4 |
| Mistři Marvelu: Bill Sienkiewicz                            | Marvel Masters: Bill Sienkiewicz                            | Hulk #13–14, Marvel Preview #18, Moon Knight #22–23 & #26, New Mutants #18–20, The Sentry/Hulk #1 |
| Anihilace, část třetí                                       | Annihilation Part 3                                         | Annihilation: Ronan #1–4 and Annihilation #1–3 |
| Rytíři Pendragonští: Bylo a bude                            | Knights Of Pendragon: Once and Future                       | The Knights Of Pendragon #1–9 |
| Anihilace, část čtvrtá                                      | Annihilation Part 4                                         | Annihilation #4–6, Annihilation: Heralds of Galactus #1–2 a What if? Annihilation #1 |
| Dračí spáry                                                 | Dragon’s Claws                                              | Dragon’s Claws #1–10 |
| Avengers: Kangova dynastie, část první                      | Avengers: The Kang Dynasty Part 1                           | Avengers (vol. 3) #41–47 a Annual 2001 |
| Mistři Marvelu: Steve Ditko                                 | Marvel Masters: Steve Ditko                                 | Journey into Mystery (vol. 1) #33, Amazing Adult Fantasy #9, Amazing Spider-Man (vol. 1) #30–33, Machine Man (vol. 1) #10, Speedball #1, Marvel Super Heroes (vol. 2) #8 a Incredible Hulk & Human Torch #1                                                         |
| Death's Head                                                | Death's Head                                                | Death's Head (vol. 1) #1–7, materiál z Marvel Heroes #33 |
| Avengers: Kangova dynastie, část druhá                      | Avengers: The Kang Dynasty Part 2                           | Avengers (vol. 3) #48–55 |
| Mistři Marvelu: Stan Lee                                    | Marvel Masters: Stan Lee                                    | Amazing Spider-Man #39-40, Daredevil #47, Fantastic Four Annual #6, Marvel Premiere #3, Silver Surfer: Parable #1-2, materiál z Captain America Comics #3, Menace #3, Amazing Adult Fantasy #11, The Amazing Spider-Man Annual #5 a Stan Lee Meets Spider-Man       |
| Konec vesmíru Marvelu                                       | Marvel Universe: The End                                    | Marvel Universe: The End #1–6 |
| Tajné impérium, část první                                  | Secret Empire Part One                                      | Secret Empire #0–5, materiál z Free Comic Book Day 2017: Secret Empire |
| Hawkeye: Kotvy                                              | Hawkeye: Anchor Points                                      | Hawkeye (vol. 5) #1–6 |
| Venom: Smrtící ochránce                                     | Venom: Lethal Protector                                     | Venom (vol. 1) #150-158 |
| Black Bolt: Těžké časy                                      | Black Bolt: Hard Time                                       | Black Bolt #1-6 |
| Noví Strážci Galaxie: Komunikační selhání                   | All-New Guardians of the Galaxy: Communication Breakdown    | Free Comic Book Day 2017 (All-New Guardians of the Galaxy) an All-New Guardians of the Galaxy #1-2, 4, 6, 8 a 10 |
| Tajné impérium, část druhá                                  | Secret Empire Part Two                                      | Secret Empire #6-10 and Secret Empire Omega #1 |
| Noví Strážci Galaxie: Oblační jezdci                        | All-New Guardians of the Galaxy: Riders in the Sky          | All-New Guardians of the Galaxy #3, 5, 7, 9, 11-12 |
| Black Bolt: Na svobodě                                      | Black Bolt: Home Free                                       | Black Bolt #7-12 |
| Silver Surfer: Moc větší než Kosmická                       | Silver Surfer: A Power Greater Than Cosmic                  | Silver Surfer (vol. 8) #7-14 |
| Defenders: Diamanty jsou večné                              | Defenders: Diamonds Are Forever                             | Defenders (vol. 5) #1-5 |
| Peter Parker, Spectacular Spider-Man: Do soumraku           | Peter Parker: The Spectacular Spider-Man: Into the Twilight | Peter Parker: The Spectacular Spider-Man (vol. 2) #1-6, Free Comic Book Day 2017 (Secret Empire) #1 |
| Generace, část první                                        | Generations Part One                                        | Generations: Banner Hulk & The Totally Awesome Hulk, Generations: Captain Marvel & Captain Mar-Vell, Generations: Ms. Marvel & Ms. Marvel, Generations: Hawkeye & Hakweye, Generations: Iron Man & Ironheart                                                        |
| Despicable Deapool: Deadpool chce zabít Cablea              | The Despicable Deadpool: Deadpool Kills Cable               | The Despicable Deadpool #287-293 |
| Iceman: Roztávání                                           | Iceman: Thawing Out                                         | Iceman (vol. 3) #1-5 |
| Generace, část druhá                                        | Generations Part 2                                          | Generations: Phoenix & Jean Grey, Generations: Wolverine & All-New Wolverine, Generations: The Unworthy Thor & Mighty Thor, Generations: Miles Morales Spider-Man & Peter Parker Spider-Man, Generations: Sam Wilson Captain America & Steve Rogers Captain America |
| Mighty Thor: Smrt mocné Thor                                | The Mighty Thor: The Death Of The Mighty Thor               | Mighty Thor (vol. 1) #700-706, Mighty Thor: At the Gates of Valhalla |
| Despicable Deadpool: Vesmír Marvelu chce zabít Deadpoola    | The Despicable Deadpool: The Marvel Universe Kills Deadpool | Despicable Deadpool #294-300 |